# 穂積生萩
穂積 生萩（ほづみ なまはぎ、1926年1月4日 - 没年不明）は、日本の女流歌人。本名澤木 数枝。

## 来歴
山林大地主で資産家の澤木再吉の末娘として秋田県男鹿に生まれる。1928年、東京府荏原郡田園調布（東京都大田区田園調布）に移住。1943年、高等女学校を卒えて鈴木亨のもとで古事記を学ぶ。叔父澤木四方吉（慶應義塾大学部文学科教授）が折口信夫の旧友だった影響により、折口に傾倒。1944年4月、戦災を避けて秋田に帰郷。
1948年、折口の媒酌により、酒類評論家で技術士の穂積忠彦（俳優穂積隆信の兄）と結婚。1952年、折口から「生萩」の号を受ける（故郷秋田のナマハゲに由来）。
1975年4月、穂積と離婚。1978年、朝日新聞本社学芸部にいた昔の初恋の男性の勧めで『私の折口信夫』を書き、反響を呼ぶ。反面、加藤守雄や池田弥三郎など一部の同門者からは反撥を買った。
1987年、男鹿の海蔵山大龍寺に折口の歌碑を建立。
著書に『私の折口信夫』『折口信夫呪術の世界』、歌集に『貧しい町』がある。